# 旺山景区
旺山景区，位于苏州市吴中区越溪街道旺山村，包括九龙潭、宝华寺、叆叇岭、耕岛、钱家坞等8大景点，属于生态景区和农家乐旅游区。北面为海拔294.6米的七子山。
旺山景区与东山景区、穹窿山景区组成的吴中太湖旅游区，被评为国家5A级旅游景区。